# Primitivus manduriensis
Primitivus manduriensis — викопний вид плазунів вимерлої родини Dolichosauridae ряду лускаті (Squamata), що існував у пізній крейді, 75 млн років тому.

## Історія відкриття
Скам'янілі рештки плазуна виявлено на півдні Італії в Апулії. Відомий з майже повного, добре збереженого скелета з відбитками м'яких тканин. Збараглись відбитки шкіри, м'язів, луски. Біноміальна назва Primitivus manduriensis дана на честь сорту винограду та марки вина Примітиво (Primitivo), яке виготовляється у муніципалітеті Мандурія.

## Філогенія
Primitivus manduriensis є найдавнішим представником родини. Мешкав на 15 млн років раніше ніж відомі до нього доліхозавриди. Як і інші Dolichosauridae, пов'язаний з вимерлими мозазаврами та сучасними зміями. Мешкав у мілкому морі, яке знаходилось у крейді на місці сучасної Італії.